# Michael Tritter
Michael Tritter es un personaje ficticio recurrente en la serie de drama médico House M. D., interpretado por David Morse. Es el antagonista principal de la tercera temporada, que se desarrolló entre 2006 y 2007. Tritter es un detective de policía que intenta que el Dr. Gregory House (Hugh Laurie) se disculpe por dejarlo en una sala de reconocimiento con un termómetro en el recto. Después de que House se niega a disculparse, Tritter investiga los antecedentes de House y descubre su adicción al Vicodin. Tritter pone a las personas cercanas a House en su contra y obliga a House a ir a rehabilitación. Cuando el caso finalmente llega a los tribunales, el juez sentencia a House a una noche de cárcel por desacato al tribunal y a terminar su rehabilitación, diciéndole a Tritter que cree que House no es el drogadicto que él intentó hacerlo parecer.
El personaje fue creado como alguien que pudiera enfrentarse cara a cara con House. Morse, que nunca había visto el programa antes, no estaba seguro de poder interpretar al personaje y no quedó impresionado después de familiarizarse con el programa. La reacción emocionada de sus amigos ante la oportunidad lo convenció de aceptar el papel. Las respuestas críticas iniciales al personaje fueron en su mayoría positivas, pero los críticos luego sintieron que el arco narrativo de seis episodios de Tritter se volvió aburrido. Sin embargo, Morse fue elogiado por su interpretación y recibió una nominación al premio Primetime Emmy al mejor actor invitado - Serie dramática por su aparición en el episodio «Finding Judas». Morse declaró en una entrevista con TV Guide en 2006 que, aunque lo había discutido con los escritores de la serie, traer al personaje de vuelta sería «prácticamente imposible».

## Argumento
Tritter aparece por primera vez en el episodio «Fools for Love», el quinto episodio de la tercera temporada. Su personaje es un detective de policía que sufre una severa irritación en la zona de la ingle, que cree que es causada por una enfermedad de transmisión sexual; se convierte en paciente de la clínica sin cita previa. Aunque House diagnostica a Tritter con piel seca, un efecto secundario común de la goma de mascar de nicotina que Tritter está masticando, Tritter exige que se analice una muestra. House se niega, alegando que «ya ha cumplido la cuota de este mes» de complacer a «idiotas testarudos». Después de que Tritter hace tropezar a House, el médico finge estar de acuerdo, pero insiste en que tiene que tomarle la temperatura a Tritter por vía rectal debido a la goma de mascar de nicotina. Después de insertar el termómetro, House sale de la habitación, sin intención de regresar. Más tarde, Tritter se queja del trato que recibió hacia la jefa de House, Lisa Cuddy (Lisa Edelstein), y dice que preferiría «darle una paliza» a House antes que demandarlo; sin embargo, House se niega a disculparse. Más tarde esa noche, Tritter detiene a House por una infracción de tránsito y lo arresta después de encontrar pastillas de Vicodin en su bolsillo.
En el siguiente episodio, «Que Sera Sera», Tritter registra el apartamento de House y encuentra una gran cantidad de pastillas de Vicodin y dos recetas aparentemente falsificadas que llevan el nombre del amigo de House, James Wilson (Robert Sean Leonard). Durante «Son of Coma Guy» y «Whac-A-Mole», Tritter presiona a Wilson y a los miembros del equipo de diagnóstico de House para que testifiquen en su contra, pero todos se niegan. En «Finding Judas», Cuddy encuentra a Tritter pasando su día libre revisando el registro del hospital en busca de pruebas contra House. Ella lo acusa de no tener vida y de «personalizar cada desaire». Tritter responde que «nadie [en el hospital] es inocente», ya que todos permiten que House trate a los pacientes a pesar de saber de su adicción al Vicodin y que se necesita un detective de policía para descubrir lo que los médicos están ocultando deliberadamente. Al final del episodio, Wilson visita a Tritter y le indica su disposición a testificar.
En «Merry Little Christmas», Tritter y Wilson llegan a un acuerdo para permitir que House continúe practicando la medicina si se declara culpable y pasa dos meses en rehabilitación. Mientras tanto, House usa el nombre de un paciente muerto para obtener pastillas de oxicodona como reemplazo de Vicodin, pero casi sufre una sobredosis de la droga ya que no está acostumbrado a sus efectos. Cuando House visita a Tritter temprano a la mañana siguiente para aceptar el trato, Tritter dice que el trato está cancelado, después de revisar el registro de la farmacia y leer que House firmó por los medicamentos de un hombre muerto.
En «Words and Deeds», durante los últimos días previos al caso judicial de House, House se da cuenta de la gravedad de la situación y finalmente se disculpa con Tritter. Cuando Tritter se niega a aceptar las disculpas, House ingresa en rehabilitación, montando un espectáculo para Tritter y el juez, pero Tritter cita sus experiencias con adictos como evidencia de que House no ha cambiado. La jueza le dice a Tritter que no cree que House sea el traficante de drogas que Tritter intentó demostrar que era y le ordena que siga adelante después de que House es exonerado debido a que Cuddy cometió perjurio. Justo antes de que el alguacil escolte a House fuera de la sala del tribunal, Tritter le dice: «Buena suerte. Espero estar equivocado contigo».

## Personalidad
El antagonista principal de la tercera temporada, Tritter es un detective de policía «obstinado», «vengativo» y extremadamente decidido. Según David Morse, el incidente del termómetro ofensivo en «Fools for Love» le facilitó a Tritter enfrentarse a House; como igual de House, Tritter «entiende quién es House en todos los niveles y realmente puede sacudir sus cimientos». Las experiencias de Tritter con drogadictos influyen en su visión de House, y se obsesiona tanto con House que, según la productora ejecutiva Katie Jacobs, el arco argumental se convierte en «una batalla de egos» entre ellos. El personaje muestra una vena manipuladora cuando elabora un plan para obligar a cada miembro del equipo de House a testificar por separado en «Finding Judas». Robert Bianco, del diario USA Today, describió a Tritter como un personaje inicialmente «legítimamente, aunque beligerantemente, adversario agraviado» que luego se transforma en «una especie de superpolicía demente, abriéndose paso a través del hospital y la Constitución a voluntad».

## Creación y casting
Tritter fue creado para enfrentarse a House de igual a igual. Los productores imaginaron un personaje con una fuerza interior, una inteligencia y una determinación que igualaran a las de House. En 2006, el creador de House, David Shore, contactó al actor David Morse, con quien había trabajado previamente en Hack, para un episodio como estrella invitada en el programa. Según Ellen Gray del Philadelphia Daily News, las interpretaciones anteriores de Morse de policías «aterradores» (en 16 Blocks y Hack) lo ayudaron a conseguir el papel.
Morse no estaba familiarizado con el programa. Después de ver varios episodios de House, se sorprendió de que el programa tuviera una audiencia fuerte con «un idiota total» como personaje principal. No fue hasta que Morse les contó a algunos viejos amigos sobre la oferta de trabajo que su reacción entusiasta lo convenció de aceptar el papel. Katie Jacobs, productora ejecutiva de House, quedó impresionada por la actuación de Morse. En una entrevista con TV Guide en 2006, Morse dijo que, aunque discutió la posibilidad con los escritores de House, sería «prácticamente imposible» lograr que el personaje regresara en temporadas posteriores.

## Recepción
Las respuestas iniciales al personaje fueron en su mayoría positivas. Maureen Ryan del Chicago Tribune declaró a Tritter el mejor villano masculino del otoño de 2006. Lisa Edelstein, quien interpreta a Lisa Cuddy en House, nombró a David Morse como una de sus estrellas invitadas favoritas de House, diciendo que hizo un gran trabajo interpretando al personaje. Barbara Barnett de Blog Critics Magazine y Charles McGrath de The New York Times compararon a Tritter con el inspector Javert de Los miserables, y Alynda Wheat de Entertainment Weekly afirmó que Tritter molestaba a House más que cualquier otro personaje, superando a otros antagonistas como Amber Volakis (Anne Dudek), Stacy Warner (Sela Ward) y Lucas Douglas (Michael Weston). Stuart Levine de Variety consideró a Tritter un «digno rival» para House.
Sin embargo, el arco del personaje continuado aburre cada vez más a los críticos. Staci Krause de IGN encontró los primeros episodios de la temporada 3, en la que House se recupera de un disparo, más interesante. En una reseña de «Que Sera Sera"», Michelle Kung de Entertainment Weekly señaló que, si bien David Morse es un buen actor, «su policía es tan ridículamente monótono y vengativo que sus escenas a menudo son simplemente insoportables de ver». En una reseña de «Fools for Love», Sara Morrison de Television Without Pity dudó de que la venganza de Tritter contra House valiera su tiempo y molestia, y luego calificó el arco de Tritter como una «búsqueda insana de justicia por un termómetro en el trasero». Alan Sepinwall, de The Star-Ledger, afirmó que «enfrentar a House contra un policía con problemas de comedia fue aburrido y no fue una pelea justa».
Los fanáticos del programa habían mostrado desagrado por otros antagonistas con arcos de actores invitados de varios episodios, y los críticos sospechaban que el personaje de Tritter recibiría un desdén similar. La conclusión de la historia y la salida de Tritter del programa fueron descritas por el crítico de USA Today, Robert Bianco, como un regalo de Navidad para los fanáticos del programa. Morse declaró en broma después de su partida que varios fanáticos le habían expresado su odio hacia Tritter después de lo que el personaje le había hecho al Dr. House.
Morse, sin embargo, recibió respuestas principalmente positivas por su interpretación de Tritter. Alan Sepinwall llamó a Morse un «actor magnífico», y Maureen Ryan afirmó que la «actuación discreta» de Morse hizo que Tritter fuera aún más aterrador. Daniel Fienberg de Zap2it consideró a Morse como «uno de nuestros mejores actores de personajes». Cynthia Littleton de Variety, quien ya consideraba el trabajo de Morse en St. Elsewhere digno de un Emmy, se alegró de que la presentación de Morse del episodio «Finding Judas» para los Premios Emmy de 2007 fuera aceptada en la categoría de «Mejor actor invitado -  Serie dramática». El premio finalmente fue para John Goodman por Studio 60 on the Sunset Strip.